# Epilobium tianschanicum
Epilobium tianschanicum là một loài thực vật có hoa trong họ Anh thảo chiều. Loài này được Pavlov mô tả khoa học đầu tiên năm 1934.